# Rogaland
Rogaland ( ? i  escolteu-ne la pronunciació en noruec) és un comtat del sud-oest de Noruega, que fa frontera amb els de Hordaland, Telemark, Aust-Agder i Vest-Agder. La seva població és de 470,175 habitants, segons el cens de 2016. La seva capital és Stavanger.

## Etimologia
Rogaland és el nom en nòrdic antic de la regió que va ser restablerta en temps moderns. Durant el govern de Dinamarca a Noruega, fins a l'any 1919, el comtat va ser nomenat Stavanger amt, després de la gran ciutat de Stavanger. El primer element és el genitiu plural de rygir que probablement es referia al nom d'una antiga tribu germànica (veure Rugis). L'últim element és land que vol dir "terra" o "regió". En temps antics, la regió va ser anomenada Rygjafylki.

## Escut d'armes
L'escut d'armes és modern; se'ls va concedir l'11 de gener de 1974. L'escut és de color blau amb un creu blanca o platejada al centre. La creu es basa en l'antiga creu de pedra de Sola, el monument nacional més antic de Noruega, que va ser erigida en memòria d'Erling Skjalgsson després de la seva mort el 1028. Aquest tipus de creu era molt comuna a la Noruega medieval.

## Geografia
Rogaland és principalment una regió costanera amb fiords, platges i illes, l'illa principal de les quals és Karmøy. El gran Boknafjorden és la badia més gran, amb molts fiords que es desvia d'ell.
Dins aquest comtat es troba el penya-segat Preikestolen que és una de les principals atraccions turístiques de Noruega.

## Història
Hi ha importants evidències arqueològiques en les excavacions d'una cova en Randaberg (Svarthola), entre les quals s'inclou la troballa d'un esquelet d'un nen de l'Edat de Pedra. Així mateix, diverses troballes arqueològiques daten de l'Edat del Bronze i l'edat del ferro. S'han trobat moltes creus d'estil irlandès, el que indica un intercanvi comercial amb la resta del continent.
Abans de l'arribada del rei Harald I de Noruega i la batalla de Hafrsfjord, Rogaland va constituir el regne de Rogaland.

## Cultura i turisme

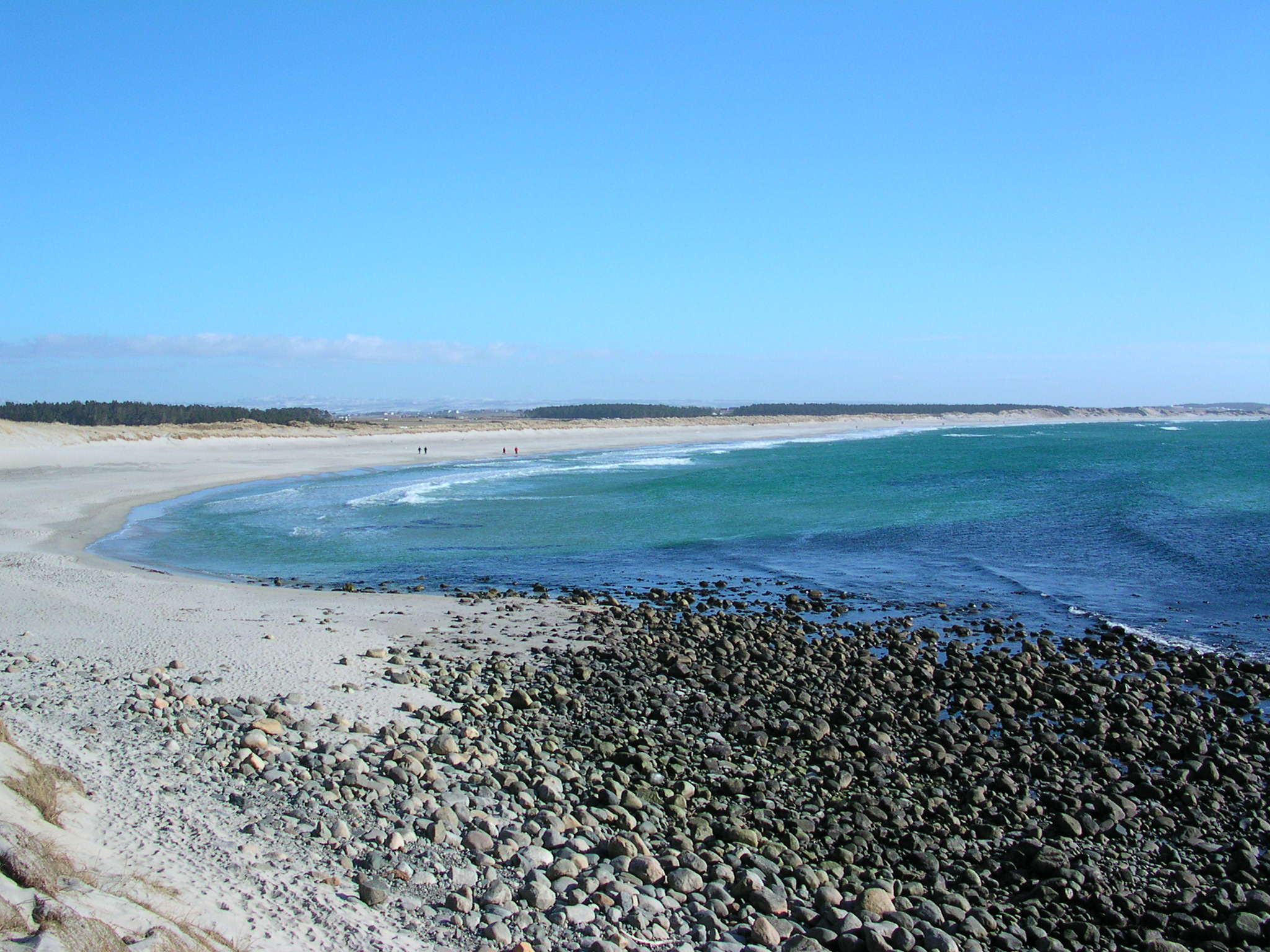
Platja Orrestranda al districte de Jæren.

Rogaland és seu de diversos festivals i congressos d'importància internacional com el Festival de Música de Cambra, al Festival Maijazz, el festival Gladmat o l'Offshore Northern Seas -una conferència sobre petroli i gas al mar del Nord-. La sala de concerts i complex musical de Bjergsted i l'Orquestra Simfònica de Stavanger complementen l'oferta musical del comtat. En l'àmbit esportiu, a Stavanger s'hi celebra anualment el World Tour de voleibol de platja.
Rogaland és la llar de diverses meravelles naturals, com Preikestolen, Kjerag o Gloppedalsura. A Stavanger hi ha un museu arqueològic amb artefactes de la història primerenca de Rogaland, així com la reconstrucció d'una granja de l'Edat de Ferro a Ullandhaug, datada de 350-500 d. C. També hi ha el museu The Viking Farm, situat a Karmøy.

## Divisió administrativa

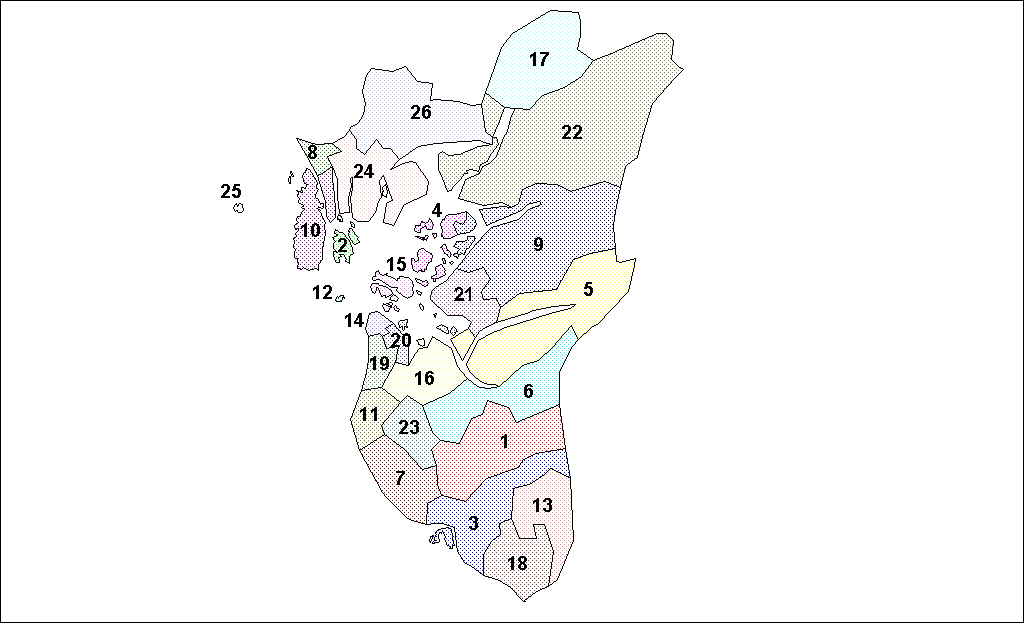
Els municipis de Rogaland.

Rogaland està dividit en 26 municipis:
| 1. Bjerkreim 2. Bokn 3. Eigersund 4. Finnøy 5. Forsand 6. Gjesdal 7. Haugesund 8. Hjelmeland 9. Hå 10. Karmøy 11. Klepp 12. Kvitsøy 13. Lund | 1. Randaberg 2. Rennesøy 3. Sandnes 4. Sauda 5. Sokndal 6. Sola 7. Stavanger 8. Strand 9. Suldal 10. Time 11. Tysvær 12. Utsira 13. Vindafjord |